# 5410 Spivakov
5410 Spivakov è un asteroide della fascia principale. Scoperto nel 1967, presenta un'orbita caratterizzata da un semiasse maggiore pari a 3,0026352 UA e da un'eccentricità di 0,2803876, inclinata di 4,02082° rispetto all'eclittica.